# Università della California - Riverside
L'Università della California, Riverside (conosciuta anche come UC Riverside o anche solo UCR) è una delle dieci Università della California (il termine "Università della California" non viene usato per designare il campus, il cui nome ufficiale è appunto "Università della California, Riverside"): fondata nel 1907, il campus si trova a Riverside (California), cittadina situata 80 km a sud est di Los Angeles; un secondo campus di 8 ettari si trova a Palm Desert. 

## Struttura
L'ateneo è organizzato in tre college e quattro scuole:
- Marlan and Rosemary Bourns College of Engineering (BCOE)
- College of Humanities, Arts, and Social Sciences (CHASS)
- College of Natural and Agricultural Sciences (CNAS)
- School of Business
- School of Education (SOE)
- School of Medicine (SOM)
- School of Public Policy (SPP)

## Sport
Le squadre universitarie dell'UCR competono nella Big West Conference della NCAA Division I.